# Liste der Bodendenkmale in Schipkau
In der Liste der Bodendenkmale in Schipkau sind alle Bodendenkmale der brandenburgischen Gemeinde Schipkau und ihrer Ortsteile aufgelistet. Grundlage ist die Veröffentlichung der Landesdenkmalliste mit dem Stand vom 31. Dezember 2020. Die Baudenkmale sind in der Liste der Baudenkmale in Schipkau aufgeführt.
|   | Gemarkung        | Flur | Kurzansprache                                        | Bodendenkmalnummer | Bemerkung | Bild |
| - | ---------------- | ---- | ---------------------------------------------------- | ------------------ | --------- | ---- |
| 1 | Annahütte (Lage) | 3    | Siedlung Eisenzeit, Rast- und Werkplatz Mesolithikum | 80037              |           |      |
| 2 | Annahütte (Lage) | 2    | Dorfkern deutsches Mittelalter, Dorfkern Neuzeit     | 80038              |           |      |
| 3 | Drochow (Lage)   | 1    | Dorfkern deutsches Mittelalter, Dorfkern Neuzeit     | 80058              |           |      |
| 4 | Meuro (Lage)     | 2    | Dorfkern deutsches Mittelalter, Dorfkern Neuzeit     | 80183              |           |      |
| 5 | Schipkau (Lage)  | 1    | Dorfkern deutsches Mittelalter, Dorfkern Neuzeit     | 80185              |           |      |